# Gigi Meroni
Luigi "Gigi" Meroni (Como, 24 de fevereiro de 1943 – Turim, 15 de outubro de 1967) foi um futebolista italiano.

## Carreira
Iniciou a sua carreira no pequeno campo do Libertas SanBartolomeo, onde atuou até 1960. Estreou profissionalmente em 1961, pelo Como, onde atuou por uma temporada. Passou ainda pelo Genoa e pelo Torino até 1967, quando morreu aos 24 anos, ao ser atropelado por um torcedor fanático do Torino quando ia comemorar a vitória com seu amigo Fabrizio Poletti.

## Campeonatos italianos disputados
Como
- Série B : temporada 1960–1961
- Série B : temporada 1961–1962 3 gols

Genoa
- Série A : temporada : 1962–1963 1 gol
- Série A : temporada : 1963–1964 5 gols

Torino
- Série A : temporada 1964–1965 5 gols
- Série A : temporada 1965–1966 7 gols
- Série A : temporada 1966–1967 9 gols
- Série A : temporada 1967–1968 1 gol (até 15 de outubro de 1967)